# Lygropia leucostolalis
Lygropia leucostolalis is een vlinder uit de familie van de grasmotten (Crambidae). De wetenschappelijke naam van deze soort is voor het eerst  gepubliceerd in 1918 door George Francis Hampson.
De soort komt voor in Sierra Leone, Ghana, Kameroen. Congo-Kinshasa en Oeganda.